# ان‌جی‌سی ۲۱۷۵
ان‌جی‌سی ۲۱۷۵ (انگلیسی: NGC 2175) یک خوشه باز در صورت فلکی شکارچی است که در یک سحابی انتشار جای دارد. پیش از سال ۱۶۵۴ توسط جووانی باتیستا اودیرنا و به طور مستقل توسط کارل کریستیان برونز در سال ۱۸۵۷ کشف شد. ان‌جی‌سی ۲۱۷۵ در فاصله حدود ۶۳۵۰ سال نوری از زمین قرار دارد.